# ثاؤنا (بابا الإسكندرية)
ثاؤنا هو بطريرك الإسكندرية وبابا الكنيسة القبطية الأرثوذكسية السادس عشر (282 - 300).
كان عالمًا وديعًا. وهو أول مـن بنـى كنيسـة فـي الإسكندرية، إذ كان المسيحيون يصلون من قبل في السراديب خوفًا من اضطهاد الروم. من آثاره رسـائل إرشاد لحاشية الإمبراطور دقلديـانوس بالتـزام الأمانة والسـلوك المسيحي ليتمجد الله. دُفن في الكاتدرائية المرقسية.